# Atomic Energy Commission

Vapenskölden för U.S. Atomic Energy Commission

Atomic Energy Commission, AEC, var en federal myndighet i USA som inrättades 1946 för att finansiera, planera och kontrollera utvecklingen av kärnvapen samt kärnenergi för fredligt och militärt bruk. 
År 1974 upplöstes organisationen och ersattes av Energy Research and Development Administration (ERDA) och Nuclear Regulatory Commission (NRC).
ERDA ersattes 1977 av USA:s energidepartement.